# Gonçalo Vasques Coutinho
Gonçalo Vaz Coutinho o Gonçalo Vasques Coutinho (Penedono, 1358 circa – 23 marzo 1421) è stato un nobile portoghese fronteiro-mor della comarca di Beira, 7° signore del Couto de Leomil, a Fonte Arcada, e molte altre terre che Giovanni I del Portogallo gli concesse, in occasione delle cortes di Coimbra del 1400.
Fu il 2º Maresciallo del Portogallo, alcaide-mor di Trancoso e Lamego, grande vincitore della battaglia di Trancoso e copeiro-mor della regina Filippa di Lancaster, moglie del re.
Dopo aver prestato servizio reale per un lungo periodo, oltre ad essere menzionato nel Consiglio Reale di Torres Vedras nel 1414, viene menzionato come consigliere l'11 gennaio 1417, in una lettera che gli conferisce potere e autorità di disporre liberamente delle terre di Penaguião, Mondim, Armamar e Fontes , che gli erano state precedentemente donate.
Suo figlio fu Álvaro Gonçalves Coutinho.